# Saah (Benin)
Saah ist ein Arrondissement im Departement Alibori in Benin. Es ist eine Verwaltungseinheit, die der Gerichtsbarkeit der Kommune Kandi untersteht. Gemäß der Volkszählung von 2013 hatte Saah 8717 Einwohner, davon waren 4402 männlich und 4315 weiblich.